# Wilhelm z Blois
Wilhelm z Blois (ur. ok. 1137, zm. 11 października 1159 w Tuluzie) – hrabia Mortain i Boulogne, najmłodszy syn króla Anglii Stefana z Blois i Matyldy I, hrabiny Boulogne, córki hrabiego Eustachego III.

## Życiorys
W 1148 r. poślubił Izabelę de Warenne, 4. hrabinę Surrey (ok. 1136 – 13 lipca 1199), córkę Williama de Warenne, 3. hrabiego Surrey, i Adeli, córki Wilhelma III, hrabiego Ponthieu. Małżeństwo to nie doczekało się potomstwa.
Po śmierci starszego brata Eustachego Wilhelm odziedziczył jego hrabstwo Boulogne oraz został następcą tronu Anglii. Jednak jeszcze w tym samym roku jego ojciec porozumiał się ze swoim rywalem do korony, Henrykiem Andegaweńskim, i traktatem w Wallingford uznał go za swojego następcę. Jako rekompensatę Henryk przekazał Wilhelmowi hrabstwo Mortain oraz mianował go iure uxoris hrabią Surrey.
Kiedy w 1154 r. zmarł król Stefan i na tronie zasiadł Henryk II, Wilhelm uciekł z Anglii do Normandii. Kronikarz Gerwazy z Canterbury pisze, że stało się to po ujawnieniu spisku na życie Henryka II, jaki zawiązał się w szeregach flamandzkich najemników, a o którym poinformowany był Wilhelm.
Wilhelm zginął w 1159 r. podczas oblężenia Tuluzy. Wszystkie posiadłości Wilhelma odziedziczyła jego siostra Maria. Wdowa po Wilhelmie wyszła później za mąż za Hamelina Plantageneta.